# Kulesze Kościelne
Kulesze Kościelne is een dorp in het Poolse woiwodschap Podlachië, in het district Wysokomazowiecki. De plaats maakt deel uit van de gemeente Kulesze Kościelne.